# I Hear You Knocking
I Hear You Knocking är en R&B-komposition av Dave Bartholomew. Den första artisten att spela in låten var New Orleans-sångaren Smiley Lewis 1955. Låten blev sedan något av en standard, och ännu en känd version spelades in av Fats Domino som b-sida till singeln "Jambalaya" 1961. Trots att den var b-sida listnoterades den på plats 67 på Billboard Hot 100.
1970 spelades den in av Dave Edmunds och utgavs som singel i november samma år. Alla instrumenten utom möjligen bas spelades av Edmunds själv. Edmunds tolkning blev en stor hit i flera länder både i Europa, Nordamerika och Oceanien. Den nådde bland annat förstaplatsen på brittiska singellistan. Den togs senare med på studioalbumet Rockpile 1972.

## Listplaceringar, Dave Edmunds
| Lista (1970-1971) | Position             |
| ----------------- | -------------------- |
| Australien        | 5 (Go Set)           |
| Finland           | 16                   |
| Flandern          | 4                    |
| Irland            | 1                    |
| Kanada            | 3 (RPM)              |
| Nederländerna     | 4                    |
| Norge             | 4 (VG-lista)         |
| Nya Zeeland       | 3 (NZ Listner)       |
| Schweiz           | 2                    |
| Storbritannien    | 1                    |
| Sverige           | 4 (Kvällstoppen)     |
| Sverige           | 3 (Tio i topp)       |
| Sydafrika         | 1 (Springbook Radio) |
| USA               | 4                    |
| Vallonien         | 13                   |
| Västtyskland      | 3                    |
| Österrike         | 4                    |